# Teoría de Dempster-Shafer

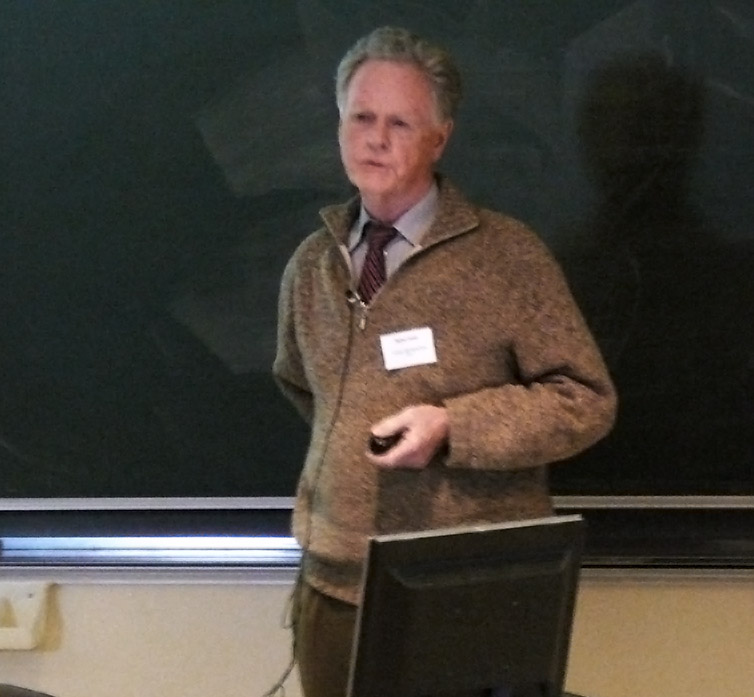
Arthur P. Dempster en el Workshop sobre Teoría de Funciones de Creencia (Brest, 1 de abril de 2010).

La teoría Dempster–Shafer, también llamada teoría de la evidencia o teoría de funciones de creencia, es un marco general para razonar con incertidumbre, que incluye conexiones con otros marcos como la probabilidad, la posibilidad y las teorías de probabilidad imprecisa. Fue introducida por primera vez por Arthur P. Dempster en el contexto de la inferencia estadística, y posteriormente desarrollada por Glenn Shafer como un marco general para modelar la incertidumbre epistémica, en la forma de una teoría matemática de la evidencia. La teoría permite combinar evidencias de diferentes fuentes para llegar a un grado de creencia (representado por un objeto matemático llamado función de creencia) que tiene en cuenta toda la evidencia disponible.
En un sentido estricto, el término teoría de Dempster-Shafer se refiere a la concepción original de la teoría de Dempster y Shafer. Sin embargo, es más común referirse a la teoría Dempster-Shaferel adaptándola a distintos tipos de situaciones específicas. En particular, muchos autores han propuesto varias reglas para combinar diferentes evidencias, a menudo con el fin de manejar mejor los conflictos entre ellas. Las primeras contribuciones también han sido puntos de partida para muchos desarrollos importantes, incluyendo el modelo de creencias transferibles y la teoría de las pistas.

## Generalidades
La teoría de Dempster-Shafer es una generalización de la teoría bayesiana de probabilidad subjetiva. Las funciones de creencia basan grados de creencia (o confianza) para una pregunta sobre las probabilidades de una pregunta relacionada. Los grados de creencia en sí mismos pueden o no tener las propiedades matemáticas de las probabilidades; cuánto difieren depende de qué tan estrechamente estén relacionadas las dos preguntas. Dicho de otra manera, es una forma de representar las plausibilidades epistémicas, pero puede dar respuestas que contradicen a las que se obtienen utilizando la teoría de la probabilidad.
A menudo utilizada como método de fusión de datos, la teoría Dempster-Shafer se basa en dos ideas: obtener grados de creencia para una pregunta a partir de probabilidades subjetivas para una pregunta relacionada, y la regla de Dempster para combinar tales grados de creencia cuando se basan en elementos independientes de evidencia. En esencia, el grado de creencia en una proposición depende principalmente del número de respuestas (a las preguntas relacionadas) que contienen la proposición y la probabilidad subjetiva de cada respuesta. También contribuyen las reglas de combinación que reflejan supuestos generales sobre los datos.
En este formalismo, un grado de creencia (también conocido como masa) se representa como una función de creencia más que como una distribución de probabilidad bayesiana. Los valores de probabilidad se asignan a conjuntos de posibilidades en lugar de eventos individuales: su atractivo se basa en el hecho de que codifican naturalmente la evidencia a favor de las proposiciones.
La teoría de Dempster-Shafer asigna sus masas a todos los subconjuntos de las proposiciones que componen un sistema, o en términos de teoría de conjuntos, al conjunto potencia de las proposiciones. Por ejemplo, suponga una situación en la que hay dos preguntas relacionadas, o proposiciones, en un sistema. En este sistema, cualquier función de creencia asigna masa a la primera proposición, a la segunda, a ambas o a ninguna.